# 因德日赫·瓦茨拉夫
因德日赫·瓦茨拉夫（捷克語：Jindřich Václav Minsterberský，1592年10月7日—1639年8月21日），奧萊希尼察-貝恩施塔特公爵，卡雷爾二世的長子。

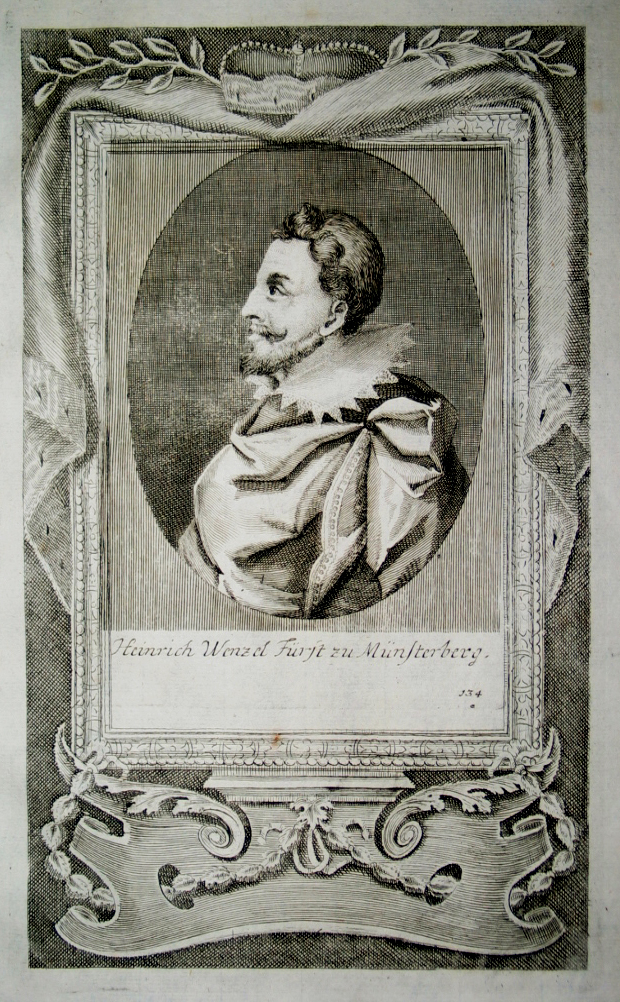
因德日赫·瓦茨拉夫

三十年戰爭期間，因德日赫·瓦茨拉夫效忠於哈布斯堡皇室。1639年，因德日赫·瓦茨拉夫於貝恩施塔特（今波蘭別魯圖夫）去世。